# Yasuda-Garten

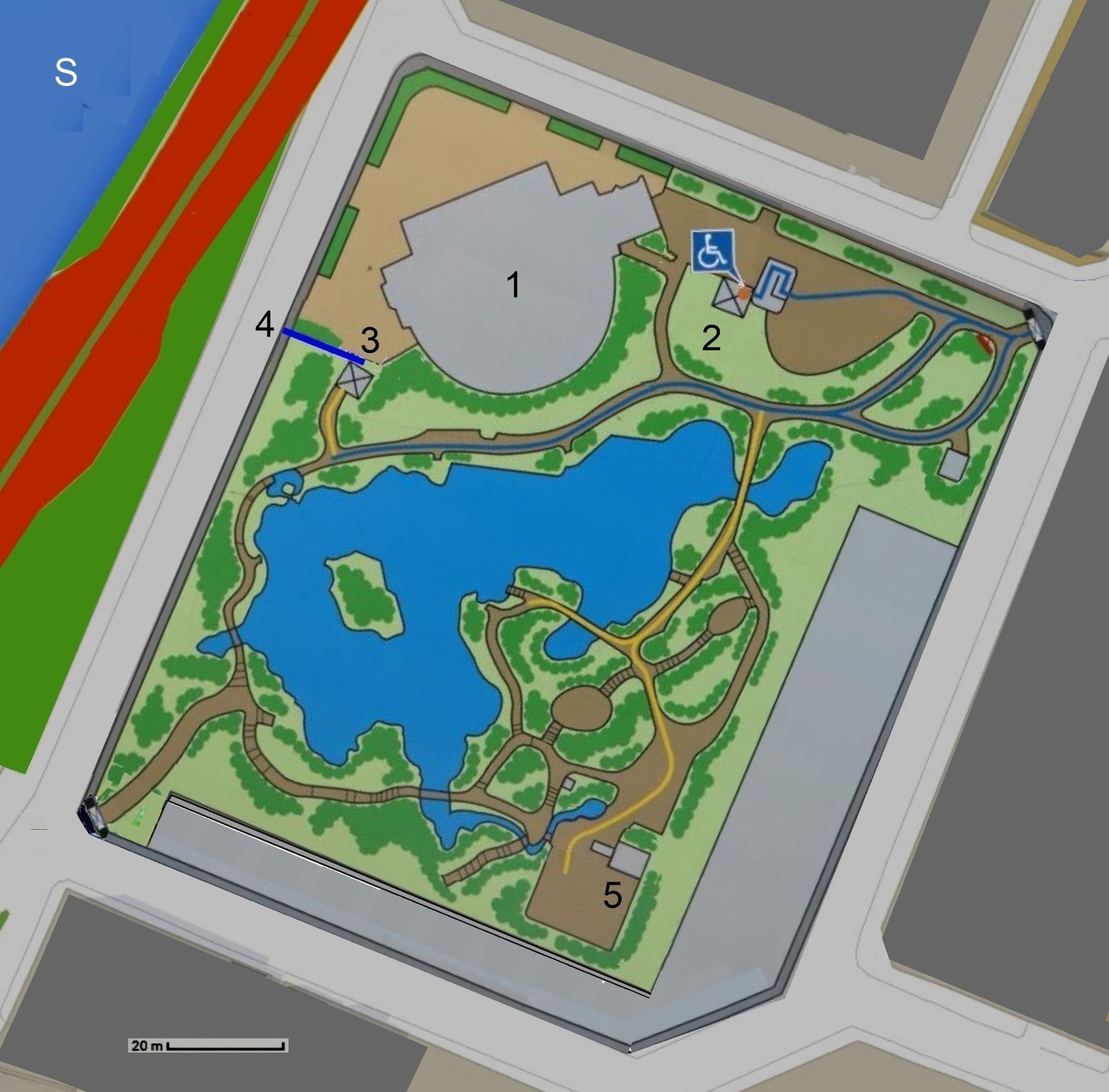
Der Yasuda-Park: 1 Ryōgaku kōkaidō, 2 Shinji-tei, 3 Shioiri-chaya, 4 ehem. Verbindung zum Sumida (S), 5 Komadome inari

Der Yasuda-Garten (japanisch 旧安田庭園, Kyū Yasuda-teien) ist die Gartenanlage, die zur Villa des wohlhabenden Yasuda Zenjirō (1838–1921), Gründer des Yasuda-Zaibatsu, im Bezirk Sumida, Tokio gehörte.

## Der Garten
Der kleine Wandelgarten wurde in der Genroku-Zeit (1688–1704) vom Honjō-Klan des Miyazu-han in der Provinz Tango innerhalb der Unterresidenz angelegt. Später kam das Gelände an die Ikeda aus Bizen, danach erwarb es Yasuda. Nach dessen Tod wurde das Grundstück der Stadt Tokyo gestiftet. Nach dem Großen-Kantō-Erdbeben und dem Zweiten Weltkrieg gab die Stadt die Anlage an den Bezirk Sumida, welcher die Anlage in Ordnung brachte und ihn als Garten des Bezirks wieder eröffnete.
Eine Besonderheit des Gartens war, dass er sein Wasser aus dem nahen Sumida-Fluss bezog und dessen durch leichte Ebbe und Flut bedingten unterschiedlichen Wasserstand übernahm. Dadurch veränderten sich die Uferkonturen des flach angelegten Teiches ständig.
Die Verbindung zum Sumida-Fluss existiert nicht mehr. Dafür werden heute die Änderungen des Wasserspiegels im Garten mit Hilfe von Pumpen erzielt. Trotz seiner geringen Größe ist der Garten immer noch eine grüne Oase mitten in der Stadt.

## Bilder

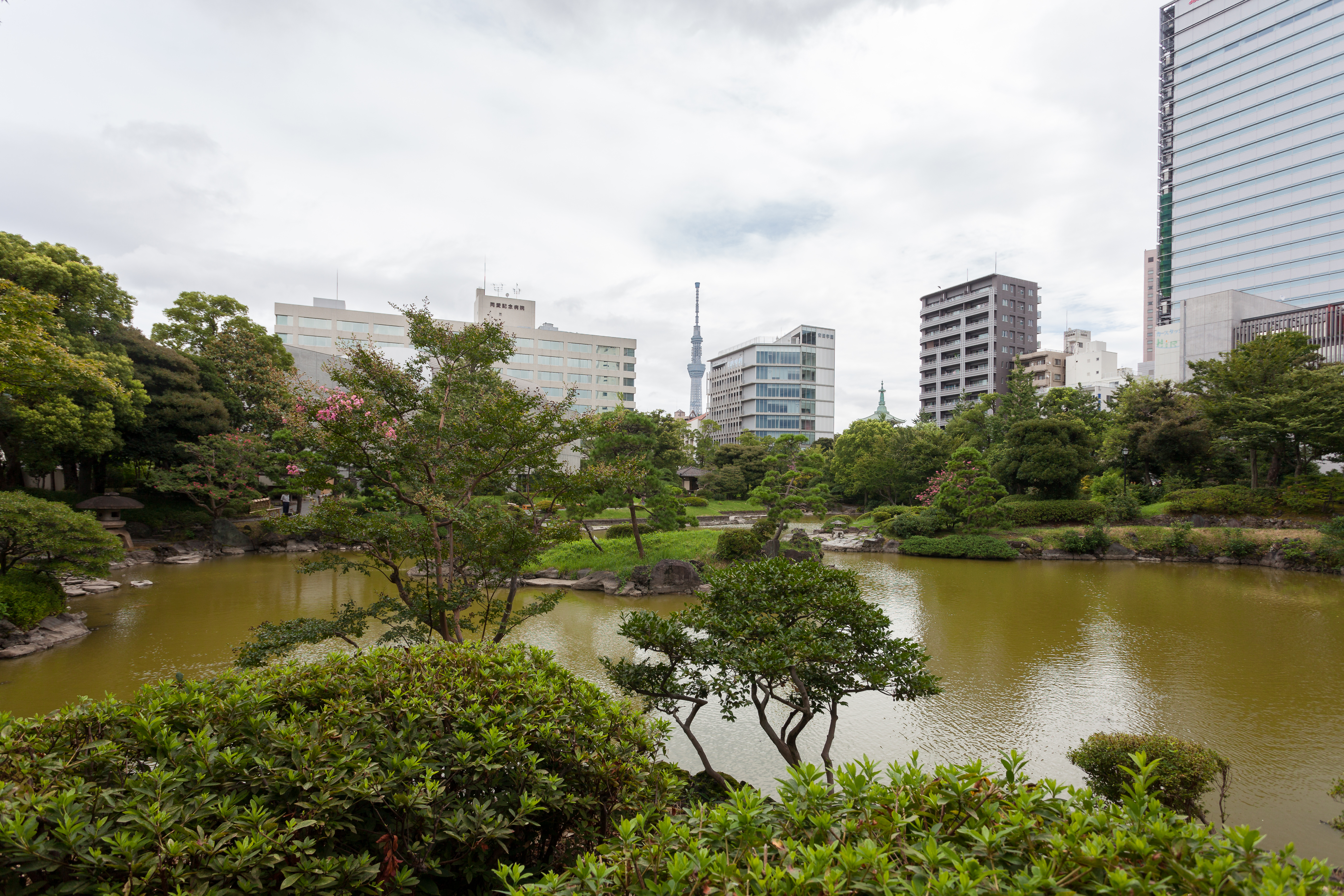
Blick über den Garten
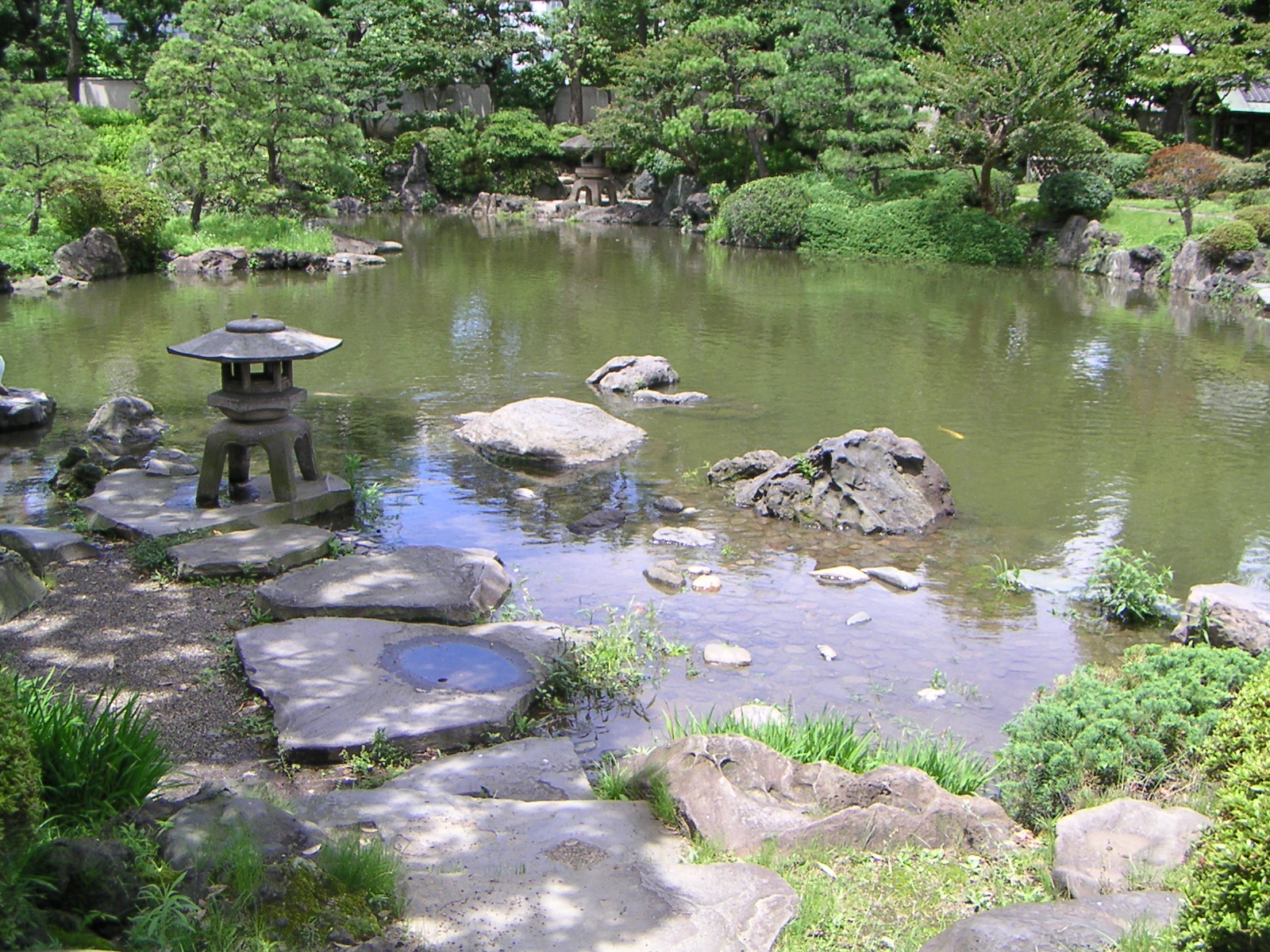
Yukimi-Steinlaterne
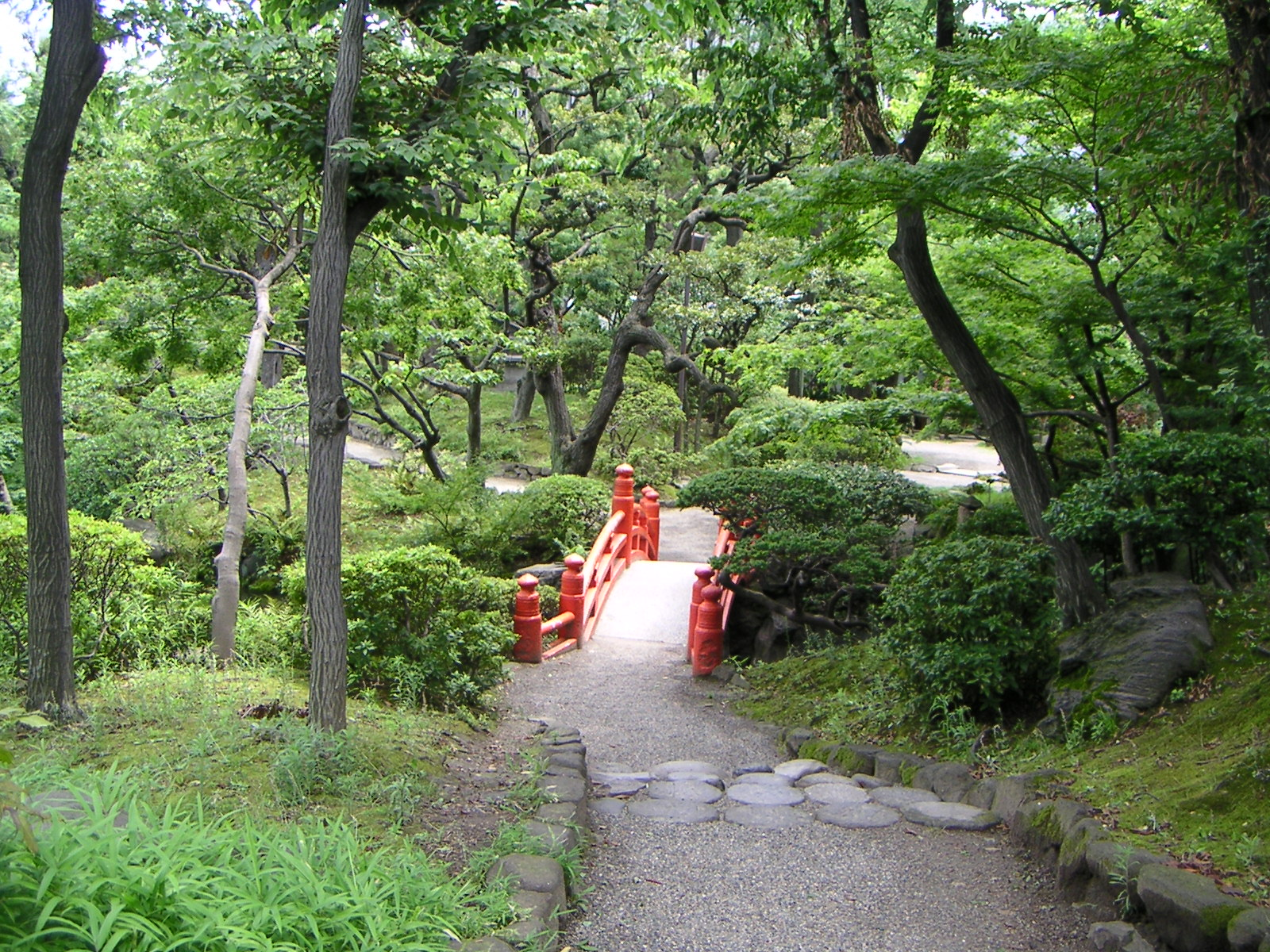
Brücke
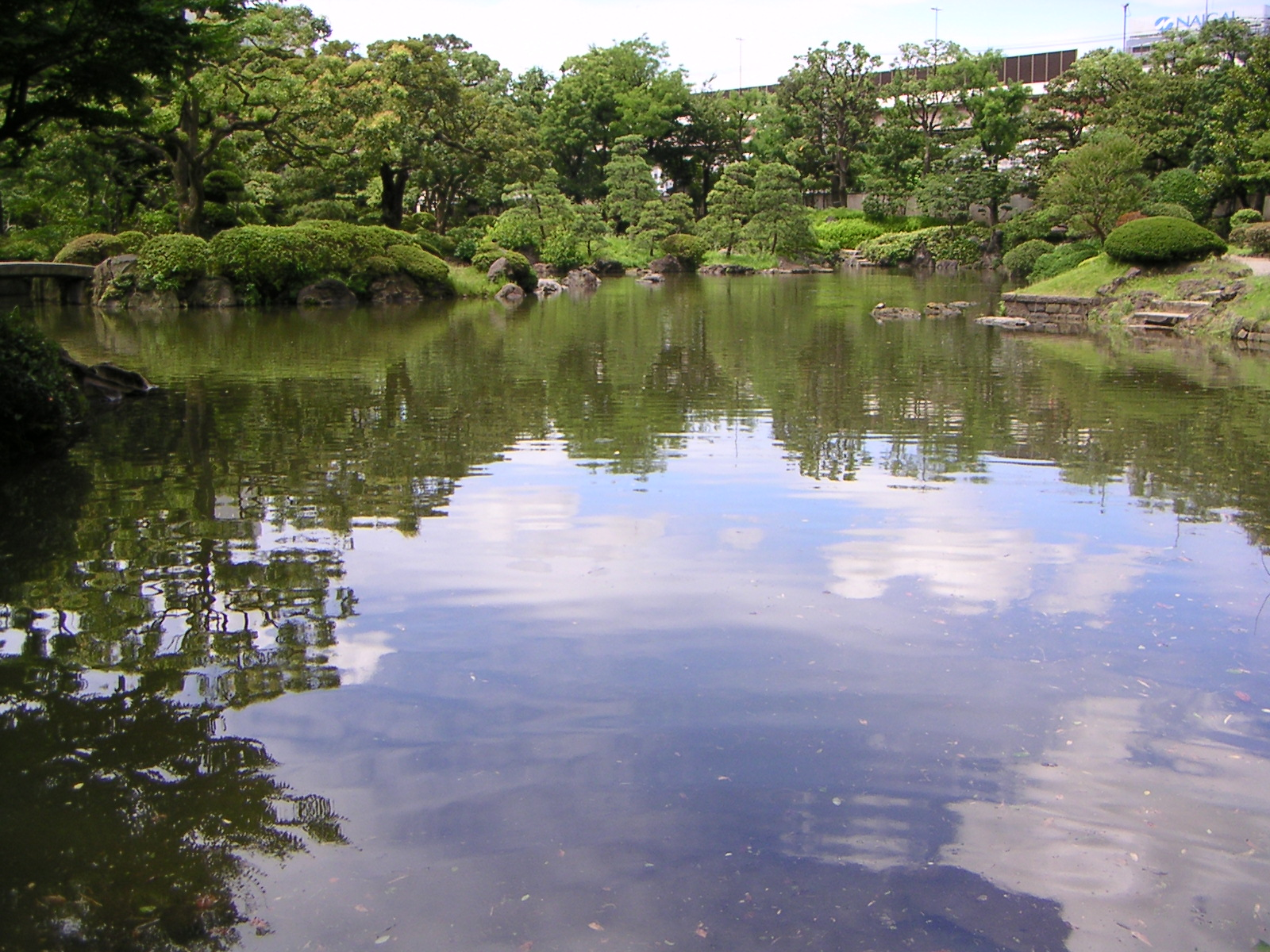
Teich in Herzform (心字池, shinji-ike)
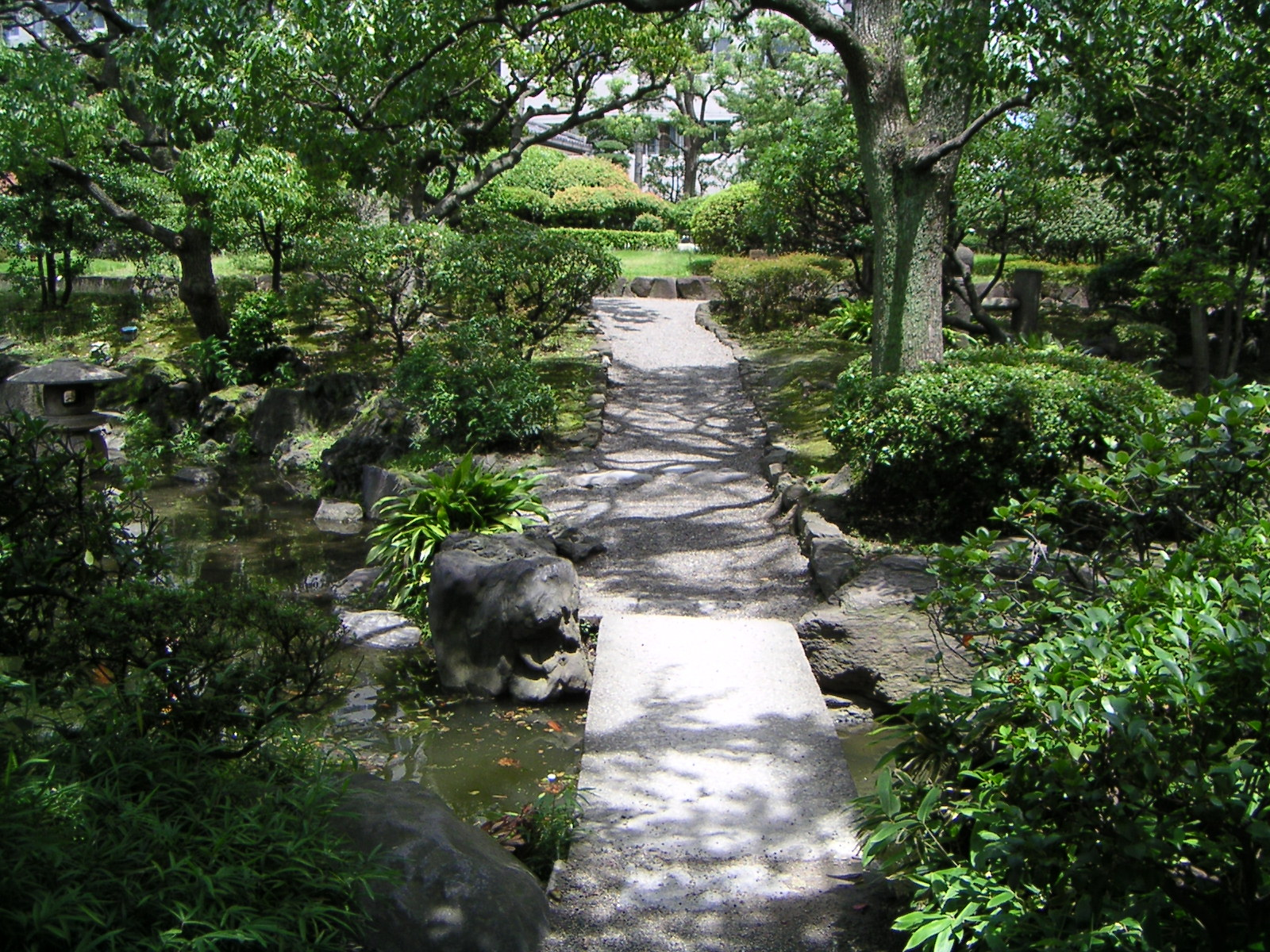
Wandelweg

## Anmerkung
1. ↑  : Das Zeichen 心 in einem Strich durchgezogen.